# 2007 VK184
2007 VK184是一顆近地小行星，杜林危險指數列為一級。杜林危險指數为一级表明据预测它接近地球时通常不会发生危险。截至2011年6月24日，2007 VK184和2011 AG5是仅有的两个被列为零级以上的可能在一百年撞击地球的近地天体。2007 VK184由卡特林那巡天系統在2007年11月12日所發現。